# Bystrička
Bystrička (in ungherese Turócbeszterce) è un comune della Slovacchia facente parte del distretto di Martin, nella regione di Žilina.